# Xã Cortland, Quận DeKalb, Illinois
Xã Cortland (tiếng Anh: Cortland Township) là một xã thuộc quận DeKalb, tiểu bang Illinois, Hoa Kỳ. Năm 2010, dân số của xã này là 10.968 người.